# Markina-Xemein
Markina-Xemein – gmina w Hiszpanii, w prowincji Biskaja, w Kraju Basków, o powierzchni 45,49 km². W 2011 roku gmina liczyła 4969 mieszkańców.